# Vladimir Soloviov (filosof)

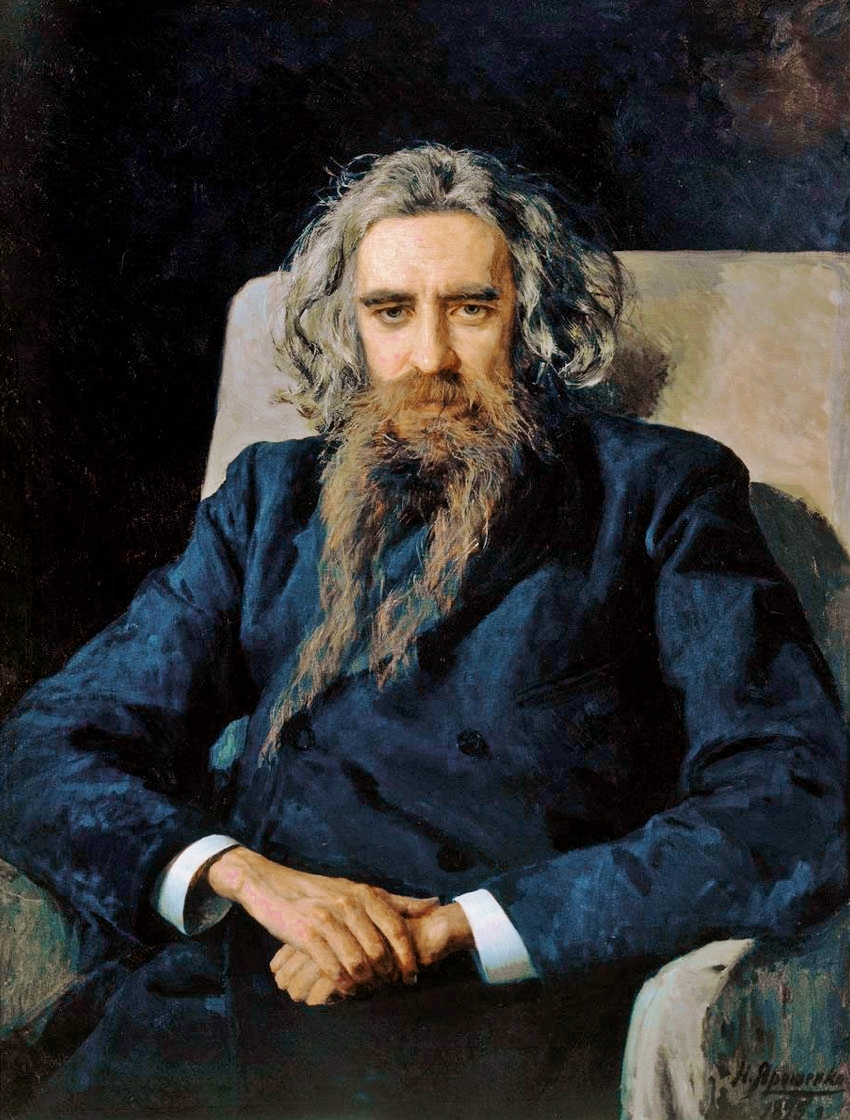
Vladimir Sergheievici Soloviov 1853 - 1900

Vladimir Sergheievici Soloviov (rusă: Владимир Сергеевич Соловьёв) (n. 16/28 ianuarie 1853, Moscova, Imperiul Rus – d. 31 iulie/13 august 1900, Uzkoye⁠(d), Gubernia Moscova⁠(d), Imperiul Rus) a fost un filosof, teolog, poet și critic literar rus.

## Originea
A fost fiul celebrului istoric rus Serghei Mihailovici Soloviov.

## Scrieri
Opera lui Vladimir Soloviov a avut o foarte mare influență asupra formării filosofiei mlado-simboliste și a contribuit la definirea stilului poetic care se regăsește în primele cărți ale lui A. Beli și A. Blok. Gândirea sa a constituit piatra de temelie a Bisericii catolice bizantine rusești.
A elaborat și un studiu de teocrație universală, explorând posibilitatea existenței unei societăți clădite pe principii spirituale. A crezut într-un concept care a influențat foarte mult tinerii poeți simboliști: întruparea înțelepciunii divine într-o ființă numită Sofia. Înțeleapta zeiță Sofia a stat la baza filosofiei lui Soloviov. Cel mai cunoscut dintre poemele sale mistice este Trei întâlniri (1899), în care descrie viziunile pe care le-a avut în legătură cu Sofia, unitatea divină a universului. 
De asemenea, Soloviov este apreciat pentru scrierile sale politice și pentru lucrările sale de critică literară. În 1889 a scris în limba franceză lucrarea Rusia și biserica universală (care a fost tradusă în limba rusă în 1948), în care a susținut ideea unei sinteze a bisericilor orientale și occidentale. Tema lucrării sale Trei conversații cu privire la război, progres și sfârșitul istoriei (1899) este venirea iminentă a Antihristului. Evenimentele din Rusia l-au făcut pe Soloviov să nutrească idei precum sfârșitul istoriei lumii, lupta finală dintre Hristos și Antihrist. Potrivit lui Soloviov, cel mai înalt țel al artistului este de a transpune în realitate ordinea inerentă din întruchiparea „frumuseții absolute sau crearea corpului spiritual universal”.